# Paula Braend
Paula Braend (* 6. August 1905 in Starnberg; † 4. Oktober 1989 in München; gebürtig Paula Nanna Braendlein) war eine deutsche Schauspielerin.

## Leben
Braend erhielt nach der mittleren Reife eine Tanzausbildung und nahm Schauspielunterricht bei Magda Lena. Ihr erstes Engagement erhielt sie 1939 in Wien, danach spielte sie am Staatstheater Schwerin, Theater Gera und am Hamburger Staatstheater. Sie stand 1944 in der Gottbegnadeten-Liste des Reichsministeriums für Volksaufklärung und Propaganda.
Von 1945 bis 1948 war sie Mitglied des Ensembles der Münchner Kammerspiele. In den folgenden Jahren arbeitete sie freischaffend und gastierte an zahlreichen Theatern, insbesondere bis 1984 am Bayerischen Staatsschauspiel in München.
In dem Filmdrama Aufruhr der Herzen gab sie 1944 als junge Frau auf einem Fest ihr Filmdebüt. In den Heimatfilmen der 1950er Jahre wurde die kompakte Darstellerin häufig als typische Bauersfrau von nebenan besetzt. In den 1960er Jahren verlagerte die Volksschauspielerin ihre Tätigkeit auf das Fernsehen und spielte unter anderem in zahlreichen Vorstellungen des Komödienstadels unter der Regie von Olf Fischer und in der ebenso populären Serie Königlich Bayerisches Amtsgericht, wo sie als „Amalie Wiesmeier“ mehrere Auftritte hatte. Darüber hinaus war Paula Braend, verheiratete Bauer, auch in Krimiserien wie Der Alte und Derrick zu sehen.
Sie ruht auf dem Friedhof in Unterhaching.

## Filmografie (Auswahl)
- 1944: Aufruhr der Herzen
- 1944/49: Ein Herz schlägt für Dich
- 1949: Nach Regen scheint Sonne
- 1949: Hans im Glück
- 1950: Falschmünzer am Werk
- 1951: Heimat, Deine Sterne
- 1951: Der blaue Stern des Südens
- 1951: Der letzte Schuß
- 1951: Die Alm an der Grenze
- 1952: Haus des Lebens
- 1952: Die schöne Tölzerin
- 1952: Oh, du lieber Fridolin
- 1952: Der Weibertausch
- 1952: Die große Versuchung
- 1953: Die Junggesellenfalle
- 1953: Skandal im Mädchenpensionat
- 1953: Die große Schuld
- 1953: Maria Johanna
- 1953: Der unsterbliche Lump
- 1954: Hochstaplerin der Liebe
- 1954: Dieses Lied bleibt bei dir
- 1954: Bildnis einer Unbekannten
- 1954: Morgengrauen
- 1954: Pole Poppenspäler
- 1954: Verliebte Leute
- 1956: Weil du arm bist, mußt du früher sterben
- 1956: Zar und Zimmermann
- 1956: Die fröhliche Wallfahrt
- 1957: Der Bauerndoktor von Bayrischzell
- 1958: Alle Sünden dieser Erde
- 1958: Der Elefant im Porzellanladen
- 1959: Der Komödienstadel – Der zerbrochene Krug
- 1959: Jacqueline
- 1959: Die Wahrheit über Rosemarie
- 1960: Oh, diese Bayern!
- 1960: Der liebe Augustin
- 1961: Der Komödienstadel – Lottchens Geburtstag
- 1961: Toller Hecht auf krummer Tour
- 1962: Die Feuertreppe
- 1962: Der Komödienstadel – Der Geisterbräu
- 1964: Die Bürgermeister
- 1964: Das Kriminalmuseum: Akte Dr. W.
- 1964: Furcht und Elend des Dritten Reiches
- 1964: Der Komödienstadel – Wenn der Hahn kräht
- 1964: Gewagtes Spiel (Fernsehserie, Folge Und alles um eine Kuh)
- 1965: Die Pfingstorgel
- 1965: Tatort
- 1965: St. Pauli Herbertstraße
- 1968: Sünde mit Rabatt
- 1969: Der Komödienstadel – Witwen
- 1970: Solche Stunden vertragen Glas
- 1970: Merkwürdige Geschichten (Folge Ein Wink des Schicksals)
- 1971: Der Komödienstadel – Der Ehestreik
- 1971: Der Kommissar: Der Tote von Zimmer 17
- 1972: Der Komödienstadel – Mattheis bricht's Eis
- 1972: Deutsche Novelle
- 1972: Der Komödienstadel – Josef Filser
- 1973: Schloß Hubertus
- 1975: Tatort: Als gestohlen gemeldet
- 1975: Der Brandner Kaspar und das ewig’ Leben
- 1975: Derrick (Fernsehserie, Folge Alarm auf Revier 12)
- 1976: Unordnung und frühes Leid
- 1976: Derrick (Fernsehserie, Folge Kalkutta)
- 1972: Der Komödienstadel – Der bayrische Picasso
- 1977: Das Schlangenei (The Serpent's Egg)
- 1977: Waldrausch
- 1978: Der Alte (Fernsehserie, Folge Die Sträflingsfrau)
- 1979: Derrick (Fernsehserie, Folge Ein Todesengel)
- 1979: Der Alte (Fernsehserie, Folge Der Abgrund)
- 1981: Der Alte (Fernsehserie, Folge Die Ratte)
- 1981–1985: Polizeiinspektion 1 (Fernsehserie, 4 Folgen, verschiedene Rollen)
- 1983: Das Nürnberger Bett
- 1983: Nordlichter: Geschichten zwischen Watt und Weltstadt (Fernsehserie, 1 Folge)
- 1984: Der letzte Stammtisch (Kurzfilm); Regie: Rainer Erler
- 1988: Der Millionenbauer – Ein Heimkehrer